# إريك باول
إريك باول (بالإنجليزية: Eric Powell)‏ هو سياسي أمريكي، ولد في 6 يونيو 1966 في راي باي في الولايات المتحدة. حزبياً، نشط في الحزب الديمقراطي. وقد انتخب عضو مجلس ولاية مسيسيبي.